# تپه شاه‌نظرک
تپه شاه نظرک مربوط به هزاره ا و ۲ قبل از میلاد است و در شهرستان تاکستان، روستای قلات واقع شده و این اثر در تاریخ ۲۵ اسفند ۱۳۷۹ با شمارهٔ ثبت ۳۲۱۶ به‌عنوان یکی از آثار ملی ایران به ثبت رسیده است.